# Deggial
Deggial je deveti studijski album švedskog sastava Therion. Diskografska kuća Nuclear Blast objavila ga je 31. siječnja 2000. Prvi je album sastava na kojemu su svirali gitarist Kristian Niemann i basist Johan Niemann.

## O albumu
Sastav je snimao album u Woodhouse Studiju u njemačkom gradu Hagenu od rujna do studenoga 1999. Prvi je Therionov album na kojem su se uz gudaće instrumente i zbor pojavila i razna limena i drvena puhačka glazbala. Skupina je u snimanje uložila 115 000 njemačkih maraka (otprilike 60 000 eura).
Christopher Johnsson, vođa sastava, izjavio je da su gitarske dionice na pjesmama nadahnute glazbom metal-sastava iz osamdesetih uz čije je pjesme odrastao, a utjecaj tih izvođača primijetili su i određeni recenzenti.

## Popis pjesama
Tekstovi: Thomas Karlsson, glazba: Christofer Johnsson.
| 1.    | »Seven Secrets of the Sphinx«                              | 3:35 |
| 2.    | »Eternal Return«                                           | 7:11 |
| 3.    | »Enter Vril-Ya«                                            | 6:38 |
| 4.    | »Ship of Luna«                                             | 6:29 |
| 5.    | »The Invincible«                                           | 5:09 |
| 6.    | »Deggial«                                                  | 5:04 |
| 7.    | »Emerald Crown«                                            | 5:30 |
| 8.    | »The Flight of the Lord of Flies« (instrumentalna skladba) | 1:22 |
| 9.    | »Flesh of the Gods«                                        | 4:06 |
| 10.   | »Via Nocturna (Part 1 and 2)«                              | 9:33 |
| 11.   | »O Fortuna« (obrada skladbe Carla Orffa)                   | 3:22 |
| 57:59 |                                                            |      |

## Recenzije
| Recenzije           | Recenzije |
| Izvor               | Ocjena    |
| ------------------- | --------- |
| AllMusic            | [ 2 ]     |
| Chronicles of Chaos | 8/10      |

Dobio je pozitivne kritike. U osvrtu za Chronicles of Chaos Pedro Azevedo dao mu je osam od deset bodova izjavivši da je to album „prepun divnih melodija i iznimno profesionalno oblikovanih aranžmana”, ali da mu u usporedbi s albumima Vovin i Theli „nedostaje nešto dinamike, složenosti i (...) veličine” te da zato „razočarava”. Pišući za AllMusic, Robert Taylor dao mu je tri zvjezdice od njih pet zaključivši da „nije najbolje djelo u diskografiji skupine”, ali da je „odličan uvod [u sastav] za neupućene, a svakako je nužan [album] za sve vjerne obožavatelje”.
Godine 2021. redakcija časopisa Metal Hammer uvrstila ga je na osmo mjesto popisa 25 najboljih albuma simfonijskog metala.

## Zasluge
| Therion - Christofer Johnsson – gitara, klavijatura, pretprodukcija, produkcija aranžman - Kristian Niemann – gitara - Johan Niemann – bas-gitara - Sami Karppinen – bubnjevi Ostalo osoblje - Siegfried Bemm, Jr – produkcija, snimanje, masteriranje - Dan Diamond – miksanje - Matthias Klinkmann – tonska obrada - Nico – ilustracije - Theresa – ilustracije | Dodatni glazbenici - Hansi Kürsch – vokal (na pjesmi „Flesh of the Gods”) - Jan Kazda – akustična gitara, dodatni aranžmani - Waldemar Sorychta – akustična gitara (na pjesmi „O Fortuna”) - Alexander Schimmeroth – glasovir - Eileen Küpper – vokali (sopran) - Angelika März – vokali (sopran) - Dorothee Fischer – vokali (alt) - Anne Tributh – vokali (alt) - Georg Hansen – vokali (tenor) - Miguel Rosales – vokali (tenor) - Jörg Bräuker – vokali (bas) - Javier Zapater – vokali (bas) - Heike Haushalter – violina - Petra Stalz – violina - Monika Malek – viola - Gesa Hangen – violončelo - Konstantin Wienstroer – kontrabas - Annette Gadatsch – flauta - Stefanie Dietz – oboa - John Ellis – rog - Volker Goetz – truba, krilnica - Dietrich Geese – tuba, suzafon, truba - Daniel Häcker – orkestralni bubnjevi |

## Ljestvice
| Ljestvica | Najviša pozicija |
| --------- | ---------------- |
| Njemačka  | 43.              |